# Dix Chapeaux en 60 secondes
Dix Chapeaux en 60 secondes és una pel·lícula muda de Georges Méliès, sortida el 1896 per la seva productora Star Films. Actualment, la pel·lícula es considera perduda. L'any 2019 es va trobar part de la pel·lícula que hauria sobreviscut en paper (Flipbook o folioscopi), els fotogrames de la qual van ser atribuïts a Georges Méliès.